# Panjab (distrikt)
Panjab (persiska: پنجاب) är ett distrikt i Afghanistan. Det ligger i provinsen Bamiyan, i den centrala delen av landet, 210 kilometer väster om huvudstaden Kabul. Administrativ huvudort är Panjab.
Distriktet beräknades år 2022 ha cirka 80 000 invånare.
Namnet Panjab, eller Panj ab (پنج آب), betyder "fem floder" (eg. 'fem vatten') på persiska och är samma ord som provinsen Punjab i Indien och Pakistan.